# Église Saint-André de Loreto-di-Casinca
L'église Saint-André est une église catholique située à Loreto-di-Casinca, en France.

## Localisation
L'église est située dans le département français de la Haute-Corse, sur la commune de Loreto-di-Casinca.

## Protection
L'édifice est classé au titre des monuments historiques en 1976.